# Roska
Roska románul: Râșca, falu Romániában, Kolozs megyében, az azonos nevű község központja.

## Fekvése
Gyerőmonostortól délre fekvő település.

## Története
Roska, Riska nevét 1727-ben említette először oklevél: „A Hideg-Szamos vize a Riskán alol a faluig, mindpedig a Riska pataka mindenütt sub poena fl. 12 tilalmas” formában a Hidegszamos leírásakor. (Hidegszamos. Gyalu 332).
A Felsőgyerőmonostorhoz tartozott Alsóroska (1808: Riska, Rissdorf), Magyargyerőmonostorhoz és Jósikafalvához tartozott Felsőroska, valamint Kalotabikalhoz tartozott Középroska egyesült Roska néven.

## Lakossága
A színromán községnek 1850-ben 155 lakosa volt, 1992-ben 2109.